# Лазаретто
Лазаре́тто Веккьо (итал. Lazzaretto Vecchio) — итальянский остров в Венецианской лагуне Адриатического моря, в четырёх километрах на юго-восток от центра Венеции, у западного побережья острова Лидо.
Остров имеет форму, близкую к прямоугольной, и плотно застроен старинными постройками. Он получил название от монастыря, в котором рыцари св. Лазаря заботились о больных проказой.
По приказу венецианского дожа после сильной эпидемии чумы 1348 года на острове был основан карантин, просуществовавший до 1630 года. Остров дал название существующему во многих языках мира слову лазарет.

## География

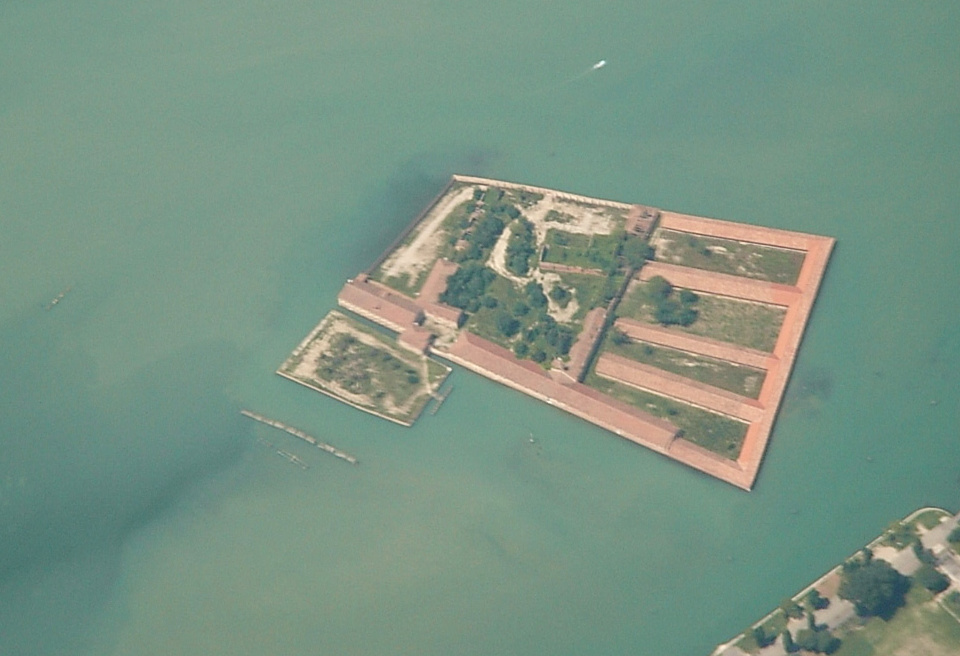
Остров Лазаретто, аэроснимок.

Остров расположен примерно в 4 км на юго-восток от центра Венеции, вплотную к западному побережью острова Лидо в центральной его части. Географические координаты острова — 45°24’44.62" северной широты и 12°21’41.32" восточной долготы. Имеет форму, близкую к прямоугольной, площадь — 0,027 км² (2,7 га), расстояние между крайними точками 264 и 224 м. Плотно застроен старинными постройками.

## История
Карантин на острове был основан по приказу венецианского дожа после сильной эпидемии чумы 1348 года и просуществовал до 1630 года. Больница и бараки занимали полностью всю территорию острова.
В XVII веке больница прекратила существование. В зданиях на острове был размещён военный гарнизон; построены укрепления с артиллерийской батареей.
В XIX веке остров сдавался в концессию коммуной Венеция под приют для бездомных собак с материка. С 1960-х годов на острове никто не живёт.
При раскопках в 2000-е годы на больничном кладбище острова археологи выкопали более полутора тысяч чумных скелетов, датируемых XV—XVII веками.

## В литературе
- Эрве Базен. [lib.ru/INPROZ/BAZEN/bazen4_1.txt Счастливцы с острова отчаяния]